# Мишевидни елени
Мишевидните елени (Tragulidae), наричани още Еленчета, са примитивни Чифтокопитни с размерите на заек. Техни останки са открити в пластове от Олигоцена, отпреди 34 милиона години и до Миоцена (преди 5 милиона години) са били много широко разпространени, като оцелелите до днес видове са останали почти непроменени и са пример за примитивни Преживни, предшественици на елените. Разпространени са в горите на Екваториална Африка и Югоизточна Азия, като навсякъде са обект на лов от местни жители заради месото им. Канчилът в малайския фолклор играе ролята на хитреца, както лисицата в българските народни приказки.

## Класификация
- разред Artiodactyla - Чифтокопитни
  - семейство Tragulidae – Мишевидни елени
    - род Hyemoschus
      - * Африканско еленче (на латински: Hyemoschus aquaticus)

    - род Moschiola
      - * Индийско еленче (на латински: Moschiola indica)
      - * Шриланкско еленче (на латински: Moschiola meminna)
      - * Жълтопетнисто еленче (на латински: Moschiola kathygre)

    - род Tragulus – Канчили
      - * Малък канчил (на латински: Tragulus javanicus)
      - * Канчил на Уилямсън (на латински: Tragulus williamsoni)
      - * Канчил джудже (на латински: Tragulus kanchil)
      - * Голям канчил (на латински: Tragulus napu)
      - * Балабакански канчил (на латински: Tragulus nigricans)
      - * Виетнамски канчил (на латински: Tragulus versicolor), среброгръб канчил

## Природозащитен статус
Почти всички представители на семейството са редки видове, като Балабаканският канчил (Tragulus nigricans: Thomas, 1892) е вписан в Червения списък на световнозатрашените видове на IUCN като застрашен, а за Виетнамския канчил (Tragulus versicolor: Thomas, 1910) от 2004 г. насам дори не се знае дали е оцелял.